# متة (بيئة سطح مكتب)
متّة (/mɑːteɪ/; تلفظ بالإسبانية: ‎/ˈmate/‏) هي بيئة سطح مكتب تفرعت من الكود المصدري لجنوم 2. سميت على اسم نبتة جنوب أمريكية تدعى جيربا المتة (بهشية براغوانية) التي من أوراقها تأخذ عشبة المتة. استخدم هذا الاسم لتفريق بين هذه البيئة وبيئة جنوم 3. كانت بداية القصة في العام 2011 عندما ظهرت جنوم 3 التي استبدلت واجهة جنوم 2 الكلاسيكية البسيطة. كانت واجهة المستخدم لجنوم 3 هي صدفة جنوم وبهذا الاستبدال لواجهة المستخدم بصدفة جنوم حدث هناك انتقادات من قبل مجتمع لينكس لهذه الواجهة الجديدة حتى إن بعض المستخدمين رفضو استخدام الواجهة الجديدة وبقوا على واجهتهم القديمة التي توقف الدعم عنها والتي تدعى جنوم 2. فجائت هذه الواجهة لتبنى على واجهة جنوم 2 حيث قام بهذه الخطة بعض المستخدمون لآرتش لينكس. في 18 مايو 2011 كانت واجهة متّة قد أصدرت بالفعل لمواكبة احتياجات المستخدمين المحتجين على جنوم 3.

## وصلات خارجية
- متة على موقع Open Hub (الإنجليزية)